# Szkoła podstawowa nr 38 w Częstochowie
Szkoła podstawowa nr 38 w Częstochowie – prawdopodobnie najstarsza szkoła podstawowa w Częstochowie, mieści się przy ul. Sikorskiego 56.

## Historia
Obecna szkoła odwołuje się do tradycji Szkoły Powszechnej nr 1, która powstała 1 września 1919 roku z połączenia kilku małych szkół z czasów zaborów. Dokładna data powołania placówki nie jest możliwa do ustalenia z powodu braku stosownych dokumentów. Początkowo szkoła nie miała własnej siedziby i działała w domach prywatnych przy ul. Wieluńskiej, Starej, Barbary, Kordeckiego i Rynku Wieluńskim.
W 1924 roku Szkoła Powszechna nr 1 nadal nie miała własnego budynku, a lekcje odbywały się w domach przy ul. Wieluńskiej 16, ul. Starej 16, Rynek Wieluński 2, ul. św. Barbary i ul. ks. Kordeckiego. W 1928 roku SP nr 1 otrzymała kamienicę przy ul. 7 Kamienic 11 i imię ks. Augustyna Kordeckiego.
Do dwupiętrowego i ówcześnie wyjątkowo nowoczesnego budynku autorstwa Edwarda Usakiewicza i Czesława Janickiego przy ul. Chłopickiego 178 (dziś ul. Sikorskiego 56) szkoła wprowadziła się w 1938 roku i zajmuje go do dziś. W czasie okupacji szkoła straciła swoją siedzibę na rzecz niemieckiego wojska, które urządziło w nim szpital polowy, a część kadry została zamordowana. Szkoła zajmowała zaś kolejno budynki przy ul. Dąbrowskiego, Kruszwickiej, Waszyngtona i Rocha.
Po wojnie budynek wyremontowano ze zniszczeń wojennych, ale początkowo z braku lokali mieściły się w nim także dwie inne szkoły podstawowe. W 1960 roku dobudowano drugie skrzydło budynku, a we wrześniu w budynku SP nr 1 uruchomiono także nowo tworzone liceum im. Świerczewskiego, a obie szkoły połączono w Zespół Szkół nr 7, zaś w 1962 roku przemianowano je na dwunastoletnią Szkołę Podstawową i Liceum Ogólnokształcące nr 5 im. Świerczewskiego. Kolejna zmiana nazw nastąpiła w 1965 roku, gdy liceum im. Świerczewskiego otrzymało nr 8, a szkoła podstawowa obecny nr 38. W latach 1979–1999 SP nr 38 dzieliła budynek ze Szkołą Podstawową Specjalną nr 5. W październiku 1987 roku SP nr 38 otrzymała imię dra Ludwika Zamenhofa. W 2009 roku obchodzono jubileusz 90-lecia istnienia szkoły, placówka otrzymała wówczas sztandar. W roku 2010 przeprowadzono remont generalny, który uczynił SP nr 38 jedną z najnowocześniejszych szkół w Częstochowie.

## Dyrektorzy
Dyrektorami szkoły w kolejnych latach byli:
- Edmund Patorski (1919-1941)
- Ludwik Orleański (1941-1942)
- Seweryn Salomonowicz (1942-1943)
- Roman Szymczyński (1943-1945)
- Bronisław Klimczak (1945-1963)
- Antoni Kwieciński (1963-1965)
- Bogumił Czyżewski (1965-1968)
- Roman Rosiek (1968-1971)
- Monika Sochańska (1971-1979)
- Jerzy Lisowski (1979-1991)
- Ewa Dobrzyńska (1991-1998)
- Anna Dymek (1998-2023)
- Rafał Ostrowski (2023-obecnie)